# Каменные изваяния лошадей и баранов
Каменные изваяния лошадей и баранов — зооморфные надгробные каменные изваяния, распространенные на Южном Кавказе, на востоке Турции и севере Ирана, основная группа которых датируется XIII—XIX веками.
Многие изваяния животных достигают значительных размеров. Некоторые из них стоят на пьедестале. Попадаются фигуры баранов и лошадей, высеченные из камня схематично и грубо, но иногда встречаются изваяния, сделанные с большим художественным мастерством и экспрессией. Очень часто бока и спины лошадей и баранов, помимо надписей, бывают покрыты рельефными изображениями бытовых сцен. Каменные надгробия в виде лошадей и баранов, встречающиеся иногда с арабским или армянским шрифтом, характерны для армянских средневековых кладбищ. На мусульманских кладбищах также встречаются надгробия в виде лошадей и баранов с надписями, высеченными арабским шрифтом.

## История возникновения и изучения

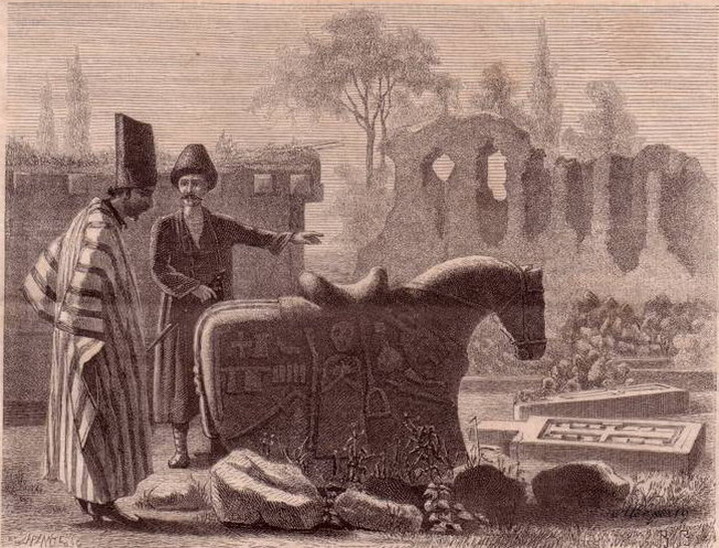
Каменное изваяние коня на рисунке Василия Верещагина «Tombeau tatar» («татарская могила»), сделанном в Шуше. 1865 год

После завоевания региона арабами в VIII веке изображение живых существ в какой бы то ни было форме было ограничено. Но со второй половины IX века, когда владычество арабов было сильно потрясено и ослаблено движением хуррамитов и борьбой местных феодалов против халифата, народное творчество завоеванных арабами стран постепенно стало преодолевать запреты шариата. В народном искусстве вновь появились изображения живых существ. Считается, что намогильным камням зачастую придавали форму барана или лошади начиная с XV века. Эти каменные надгробья рассматриваются как пример нарушения догматики ислама. Лошадей всегда высекали в оседланном виде и в полном снаряжении. Кроме надписей, на таких памятниках изображали доспехи покойника — лук, стрелы, меч, щит, колчан и другие. На каменных баранах, помимо надписей, высекали изображения диких коз, оленей, в некоторых случаях сцены охоты на этих животных, а иногда и бытовые эпизоды.
Одним из первых о каменных баранах сообщил Роберт Портер, который в своей работе зарисовал и описал каменного овна с армянскими надписями, увиденного им на старом армянском кладбище в Джульфе.. В 1825 году, о подобной скульптуре сообщил Эдуард Эйхвальд, который опубликовал в своей книге зарисовку фигур лошади и баранов из Лорийской степи. В 1829 году Элли Смит в компании Харисонна Двайта во время своего путешествия через Армению и Грузию в Персию, отмечали, что на армянском кладбище близ Эрзерума имеются каменные надгробия в виде овнов. В 1837 году Ричард Вилбрам побывавший в армянской деревне Ахтеран (Aghteran), также отмечал, что на кладбище близ деревни в качестве надгробий встречаются каменные бараны с армянскими надписями. Позже, говорил об увиденных овнах французский геолог Дюбуа де Монпере (1798—1850) в «Voyage autour du Caucase». Роберт Курзон в 1849 году, сообщал, что путешествующие по Армении часто встречают гигантские каменные фигуры баранов. Помимо этого сведения о каменных овнах имеются в работе Perrot et Chipiez в «Histoire de la Societe nationale des l’antiquite» (том V, стр. 170), а затем пошли краткие упоминания в работах немецкого археолога Артура Мильхгоффера в «Archäologishe Zeitung» за 1883 год, в «Bulletin de la Societe nationale des antiquares de France» за 1899 год (баланс тюркского кладбища в гор. Эривани) — «Отчет вып. Археол. комиссии за 1898 год». На чепраке изваяния лошади, найденном близ деревни Дых Курдистанского района Э. Я. Реслером выявлены письмена на южносемитическом алфавите. В начале 20 века американский учёный Абрахам Джексон в нескольких часах езды от Дилмана обнаруживает древнее армянское кладбище основанное героическим родом Мамиконянов, учёный особо выделяет, расположенные в его пределах, каменные изваяния баранов как надгробия характерные для древних армянских захоронений. Отмечалось изваяние лошади с седлом из Целкинского района Тифлисской губернии (И. П. Ростомов, Ахалкалакский уезд в археологическом отношении). Перечисленная литература указывает на распространение каменных фигур лошадей и баранов по большей части в местах заселенных армянами, а именно в окрестностях Еревана, Даралагеза, Лорийской степи и Нагорном Карабахе, а также в Цалкинском и Ахалкалакском плоскогорьях.
Британский учёный Джеймс Фрэзер, рассказывая про найденное близ Микен каменное изваяние барана, отметил, что вырезанные подобным образом бараны с рельефными украшениями по бокам являются характерным украшением надгробий в Армении. Согласно ему, подобные надгробия относятся к христианским временам, некоторые из них могут относиться к раннему периоду. При этом немецкий профессор Артур Мильххофер в свое время предполагал, что этот подобный тип надгробий может быть очень древним.
Турецкий специалист по исламскому искусству Биргюль Ачыкйылдыз полагает, что надгробия в виде формы баранов, встречающиеся на армянских кладбищах (к примеру на Джульфинском) с армянскими надписям и типичными армянскими орнаментами возникли под влиянием окружающих культур — курдской и азербайджанской традиций, хорошо известными в регионе. По словам Ачыкйылдыз зооморфные надгробия нетипичны для армянских кладбищ, которые более известны по хачкарам прямоугольной формы.

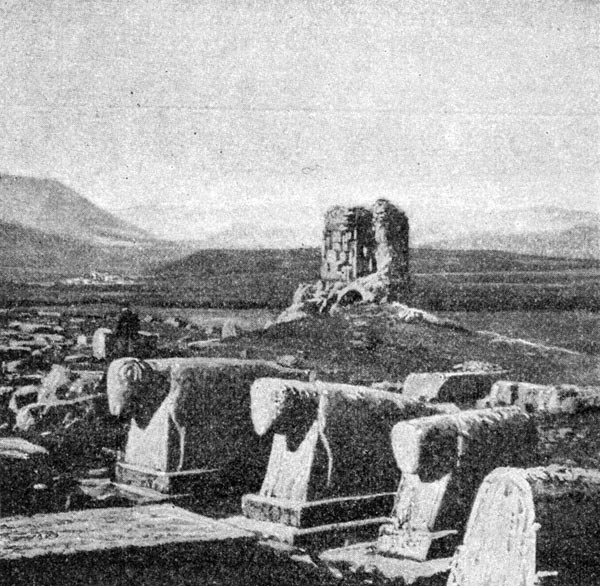
Каменные изваяния на кладбище на армянском кладбище при монастыре Варзахан (ныне деревня Уграк, турецкой провинции Байбурт)

В 20-х годах XX века в процессе работы по археологической карте Азербайджана В. М. Сысоев зарегистрировал каменные изваяния лошадей и баранов в следующих пунктах: на Апшеронском полуострове на мусульманском кладбище селе Зых, в Курдистанском уезде на древнем армянском кладбище села Кутурлу, в Автономной области Нагорного Карабаха на мусульманском кладбище селе Караагаджи, в Нахичеванском крае в сёлах Азнабюрт, Азы (нижние), Вананд, Данагирд (на армянском кладбище), в городе Нахичевани, селе Ананаб, в Эрзинджанском армянском монастыре, и в Ленкоранском уезде в селениях Абидере, Балабур, Горикды, Лирик, Тангаруд, Эйчара. В том же уезде в селе Гоштурба (Кочтурба) находился надгробный памятник с изображением барана, аналогичный древне-армянским памятникам бывшей Эриванской губернии. Сысоев также отмечал, что местные жители селений Ордубада, Данагирта и Абракуниса обнаруживают подобные изваяния на древних кладбищах или в горах, часто вывозят их оттуда и устанавливают на могилах своих близких, придавая таким памятникам особенное значение. Экземпляр каменного барана был также в Боржоме в парке «на площадке», привезенный из окрестностей. В 1925 году разливом Куры этот баран был смыт и унесен рекой. Художественно исполненное изваяние барана имелось в селении Бердае близ Евлаха. Судьба этого барана, фотография которого имеется в архиве Государственного исторического музея, в настоящее время неизвестна.
В 1926 году археологом А. К. Алекперовым были открыты памятники в селе Уруд Зангезурского района (позже Сисианский район Армянской ССР), о которых коротко он писал следующее: «В селении Уруд на старом кладбище… много могильных памятников (в виде изваяний, курдючных баранов, с изображениями людей и надписями на боковых сторонах. На многих из этих памятников — дата от 993 по 999 г. х. и указание на смерть от чумы».
Е. Пчелина отмечает, что такого рода памятники известны в литературе о Южном Кавказе и обычно приписываются армянам или тюркам. Она выделяет каменные надгробия в виде баранов и лошадей на древних армянских кладбищах Курдинстанского уезда расположенных близ селений: Кутурлу в верховьях реки Тертер (район Исти-Су), Минкенд, Кара-Кишлаг, близ курдского святилища Яныч-Югорук, которое является развалинами древней армянской церкви (между селениями Кизылав и Сеидлар на реке Акера), и на древнем армянском кладбище села Шальва.
Пчелина так описывает эти изваяния:
Животные изображены в спокойной позе ожидания. Бараны высечены особенно грубо. Это почти каменные брусья на двух подставках. Иногда высечена только голова с едва отмеченными резцом рогами, не выступающими из плоскости виска. Линия спины и зада дана отчетливо. Но ноги отмечены только рисунком и не отделены от туловища, представляя собой цельный камень.
Согласно Е. Пчелиной, каменные надгробия в виде лошадей и баранов представляют собой большой научный интерес, как памятники средневековой армянской скульптуры. Искусствовед Адиль Казиев отмечает, что каменные надгробия в виде фигур лошадей и баранов, встречающиеся в различных районах Азербайджанской Республики и Иранского Азербайджана, являются примерами памятников азербайджанской средневековой круглой скульптуры.

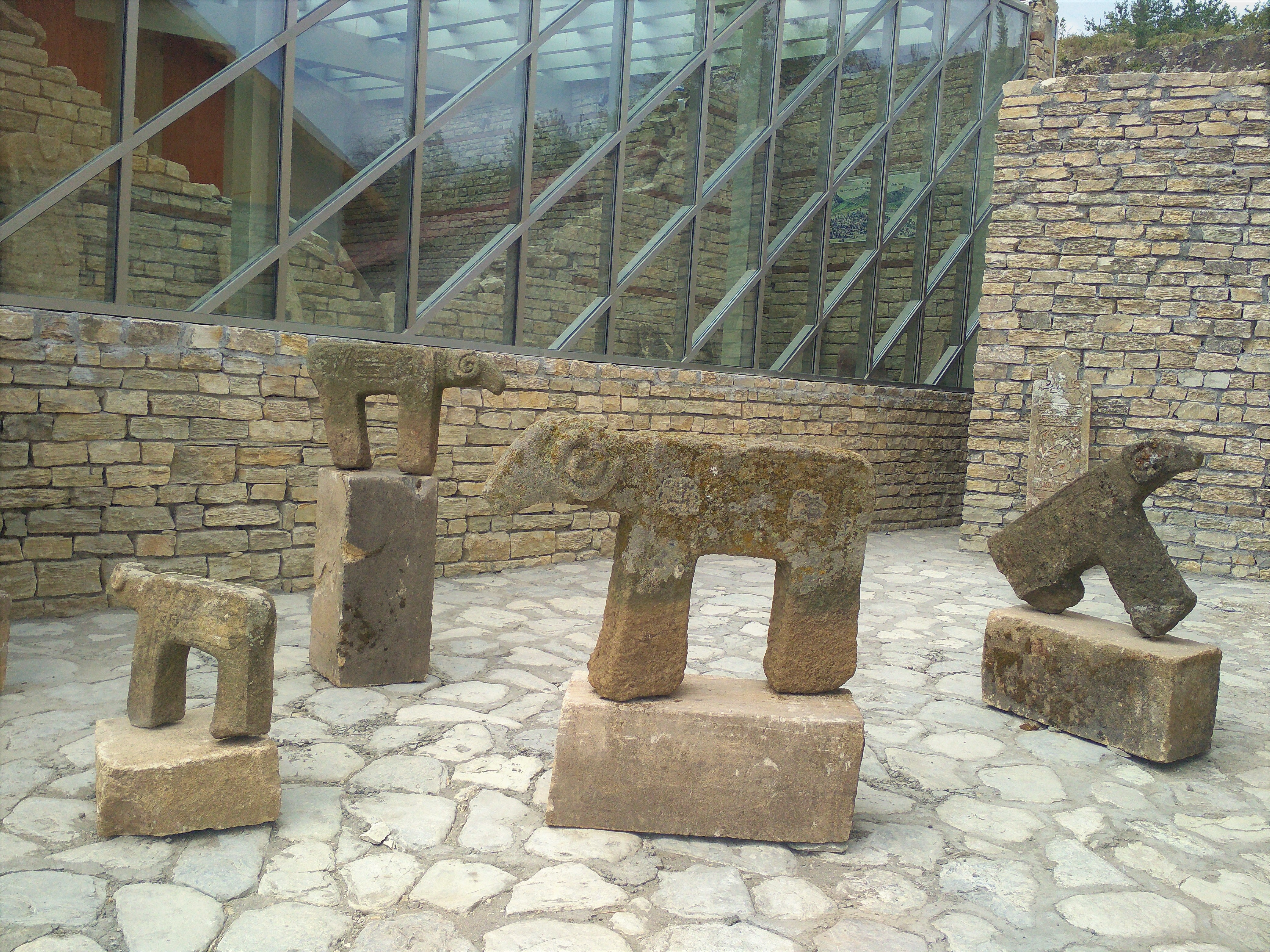
Каменные изваяния баранов в селе Демирчи (Азербайджан)

Существует также мнение о схожести популярных на азербайджанских, курдских и армянских кладбищах изваяний коней с огузским обычаем выставления чучела лошади над могилой.
Согласно азербайджанскому историку Саре Ашурбейли, надгробия в виде каменных лошадей связаны с конскими погребениями, которые в значительном количестве обнаружены в курганах на территории Азербайджана. Турецкие и азербайджанские исследователи связывают зооморфные скульптуры с практикой шаманизма у тюрков Средней Азии, у которых была распространена традиция погребения людей вместе с их конями. Со временем эта традиция изменилась и реальные кони были заменены скульптурами в виде коня на могилах. Надгробия же в виде баранов в Анатолии связывают в основном с представителями туркоманских династий Ак-Коюнлу (белобаранные) и Кара-Коюнлу (чёрнобаранные), перенесшими эту традицию из Средней Азии в восточную Анатолию и повлиявшими на местные культуры, где использование надгробий в виде животных было продолжено в дальнейшем. Энциклопедия «Ираника» называет данную теорию маловероятной так как подобные скульптуры были найдены во многих частях Персии, и сообщалось что они использовались на древних армянских захоронениях. Российский историк Виктор Шнирельман также подверг критике данный подход, отнеся его к ревизионистской концепции. Он отмечает, что положила начало этой традиции С. Б. Ашурбейли, которая говоря о местах обнаружения каменных баранов и лошадей, забывала упомянуть что встречались они на армянских кладбищах, расположенных рядом с армянскими средневековыми церквями. Согласно Шнирельману, армянские специалисты демонстрировали глубокие корни культа барана на Армянском нагорье и доказывали, что его каменные изваяния относятся к древней местной армянской традиции
Согласно Биргюль Ачыкйылдыз, раскопки в Гёбекли-Тепе в восточной Турции, в Телл-Мозане на территории северной Сирии и Гиян-Тепе в северо-восточном Иране показывает, что скульптуры животных (лошадей, баранов и львов) уходят корнями в древнюю Месопотамию и древнюю Персию.
В октябре 2012 года каменная скульптура лошади и барана XII—XIII вв. из села Ашагы Айыблы Товузского района была пожертвована Азербайджанской Республикой ЮНЕСКО по случаю 20-летия своего членства в организации.

## Распространение

### Азербайджан

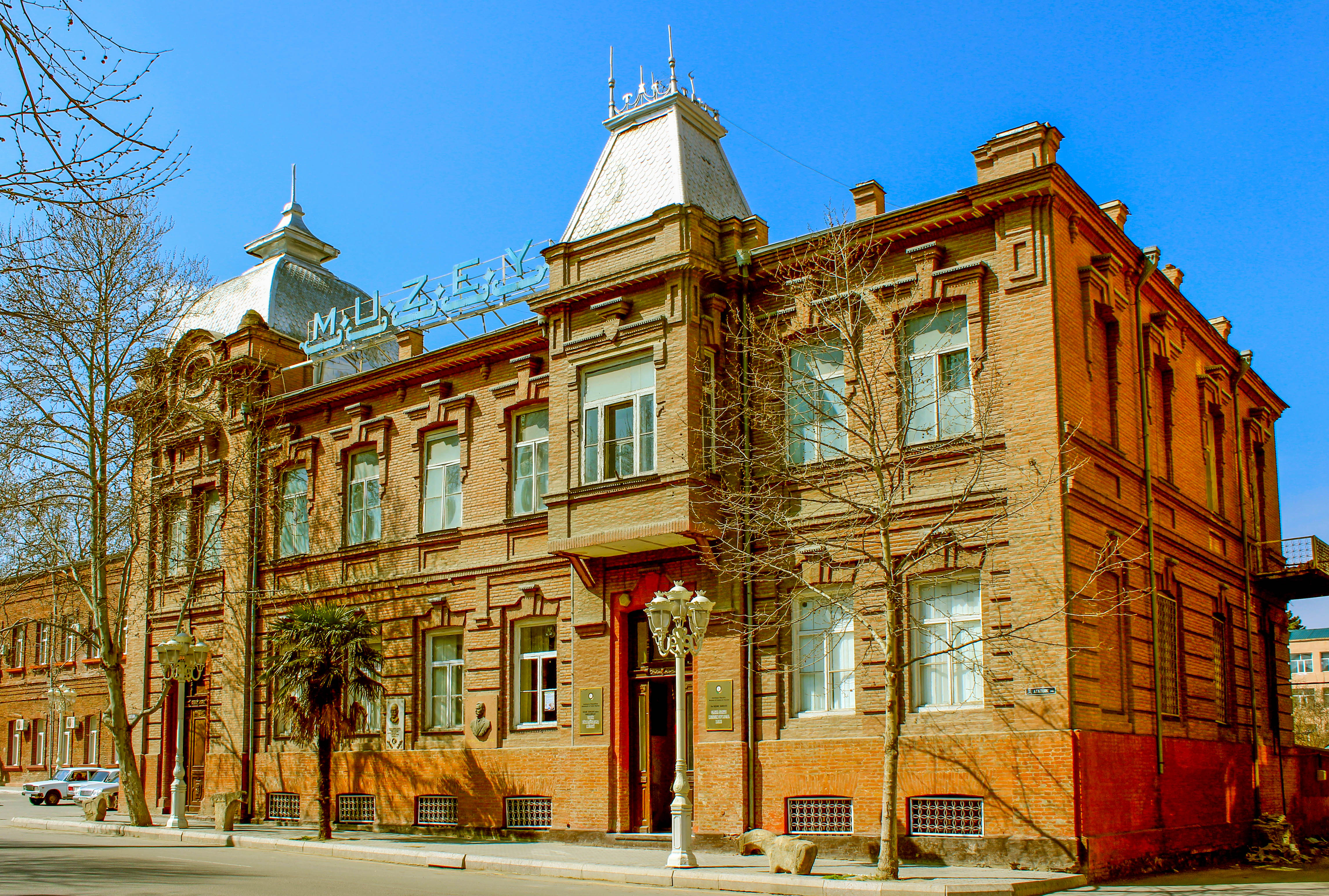
Каменные изваяния коня и баранов перед зданием археологического музея в Гяндже

Каменные изваяния, изображающие баранов и лошадей, по количеству и неординарности трактовки занимают ведущее место в ряду памятников пластического искусства XVI—XVII вв. представленного на территории Азербайджана. Территория распространения их широка — начиная с юга Азербайджана и доходя до северо-западных границ. На территории Азербайджана каменные изваяния лошадей и баранов (символов изобилия) встречаются на мусульманских кладбищах ряда селений Нахичеванского края, Нагорного Карабаха, Ленкоранского района, Мильской степи, вплоть до Апшерона, почитаются окрестным населением, и ассоциируются уже со сравнительно новыми поверьями и обрядами. Особенно распространены такие надгробия на мусульманских кладбищах Зыха (Апшерон), в Нагорном Карабахе близ селения Караагач, в ряде селений Нахичеванской АР, в районе города Ордубада, в Ленкоранском районе, в Мильской степи, на древнем мусульманском кладбище «Пейгамбар», близ развалин города Байлакан, в Курдистане и др. Аналогичные фигуры каменных баранов, имеющих такое же культовое назначение, встречаются и в Иране (Xое, Мараге). По словам Сары Ашурбейли, похожие формы подобных скульптур могли появиться в различных местах вследствие одинаковых условий развития.
В списке памятников народно-каменной скульптуры, взятых на учёт Министерством культуры Азербайджанской ССР в 1985 году, указано 97 надгробий в виде каменного изваяния барана и лошади на территории Нахичеванской АР. В городе Нахчичевани в открытом музее-парке «Кызлар булагы» 47 штук, в Ордубадском районе (в селах Аза, Вананд, Валавар, Дер) 5 штук, в Шахбузском районе (в селе Бадамлы, Гаджазур, Махмудоба, Арындж, Коланы, Куку, между селом Биченек и йайлагом Батабат, в массиве Кечалдаг, местности Гарибйери) 25 штук.
Каменные надгробия в виде фигур баранов и лошадей встречаются и в ряде районов Ширвана.

#### Каменные изваяния баранов на армянском кладбище хачкаров в Джульфе

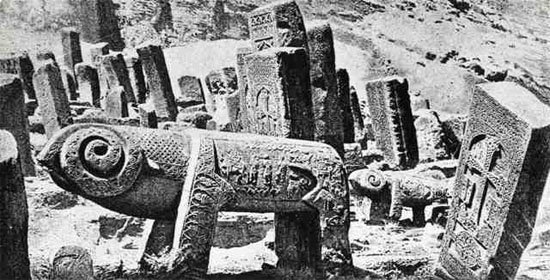
Каменное изваяние барана в армянском кладбище в Джульфе (Нахичевань), разрушенном в 2005 году

На джульфинском армянском кладбище хачкаров насчитывалось около двадцати каменных изваяний баранов. Из них большая часть, тринадцать, не имела никаких надписей и украшений. Три каменных барана были датированы, 1578, 1579 и 1601 годами, годами наибольшего расцвета джульфинских хачкаров. На изваянии датированном 1578 годом, рядом с изображением всадника с мечом написано по-армянски «Это могила Манука Назара». Из декорированных интересно, что только на одном было изображение креста и некоторые богато украшенные содержали только светские мотивы. Распространенная тема украшений, застолье с двумя или тремя сидящими фигурами. Центральная фигура, вероятно покойный, фигуры по сторонам вероятно ему прислуживают. Такие сцены встречаются как на хачкарах Джульфы, так и на хачкарах других регионов Армении.
В 2005 году кладбище хачкаров в Джульфе было разрушено и судьба каменных изваяний баранов на нём неизвестна.

### Турция
В турецком городе Каракоюнлу функционирует музей под открытым небом с надгробными камнями в виде фигуры барана. Эти надгробные памятники остались со времён Кара-Коюнлу и, согласно взгляду Кара-Коюнлу, ставились на могилы отличившихся в бою мужчин и умерших молодых людей. По мнению Энтони Брайера, окончательно ясно и понятно заблуждение касаемо того, что скульптуры баранов, найденные за пределами армянских монастырей в Карсе или в Варзахане в Турции являются памятниками Ак-Коюнлу, на самом деле все они являются армянскими надгробиями.

## Галерея

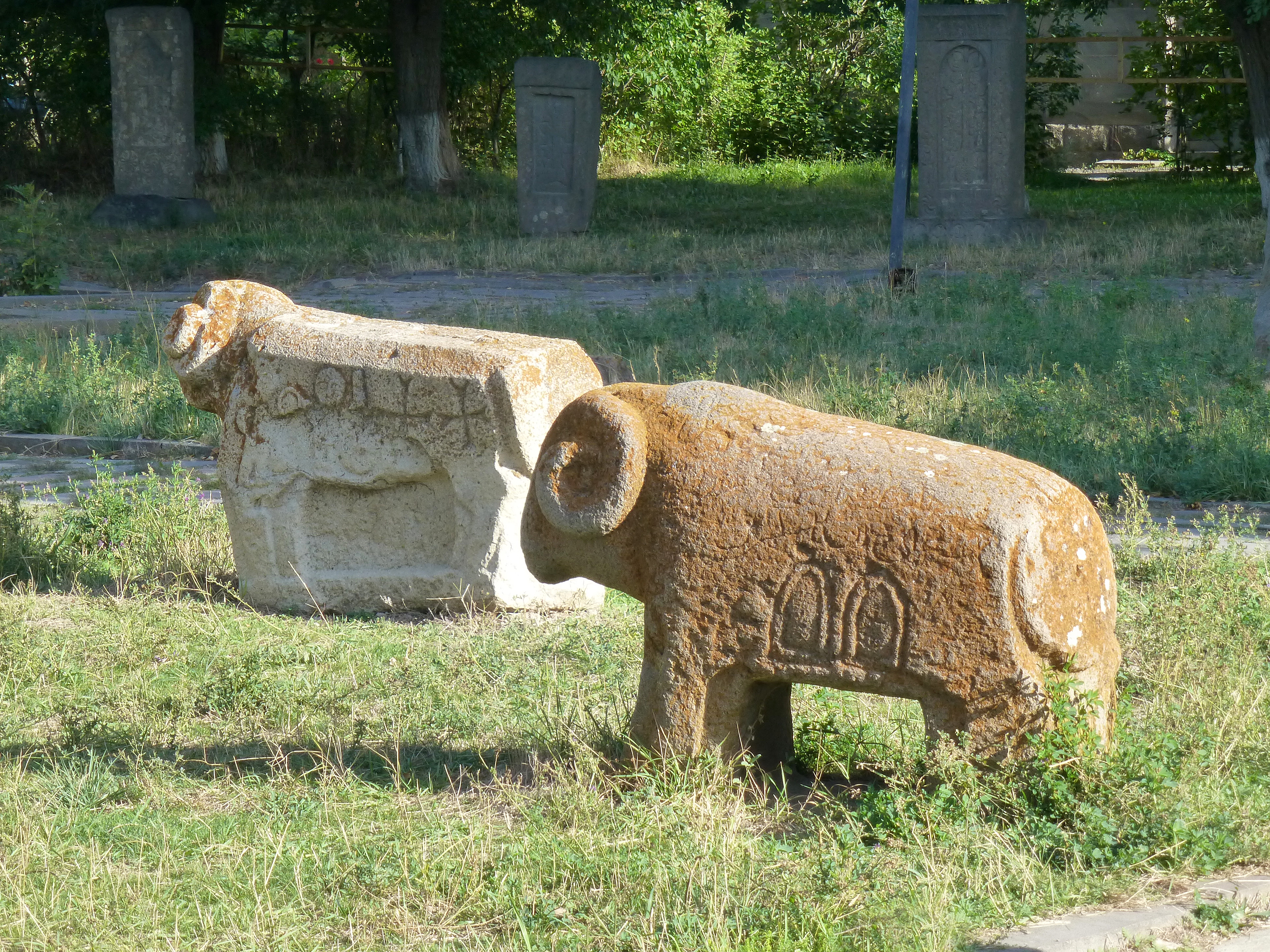
Каменные изваяние баранов Музей Сисиана (Армения)
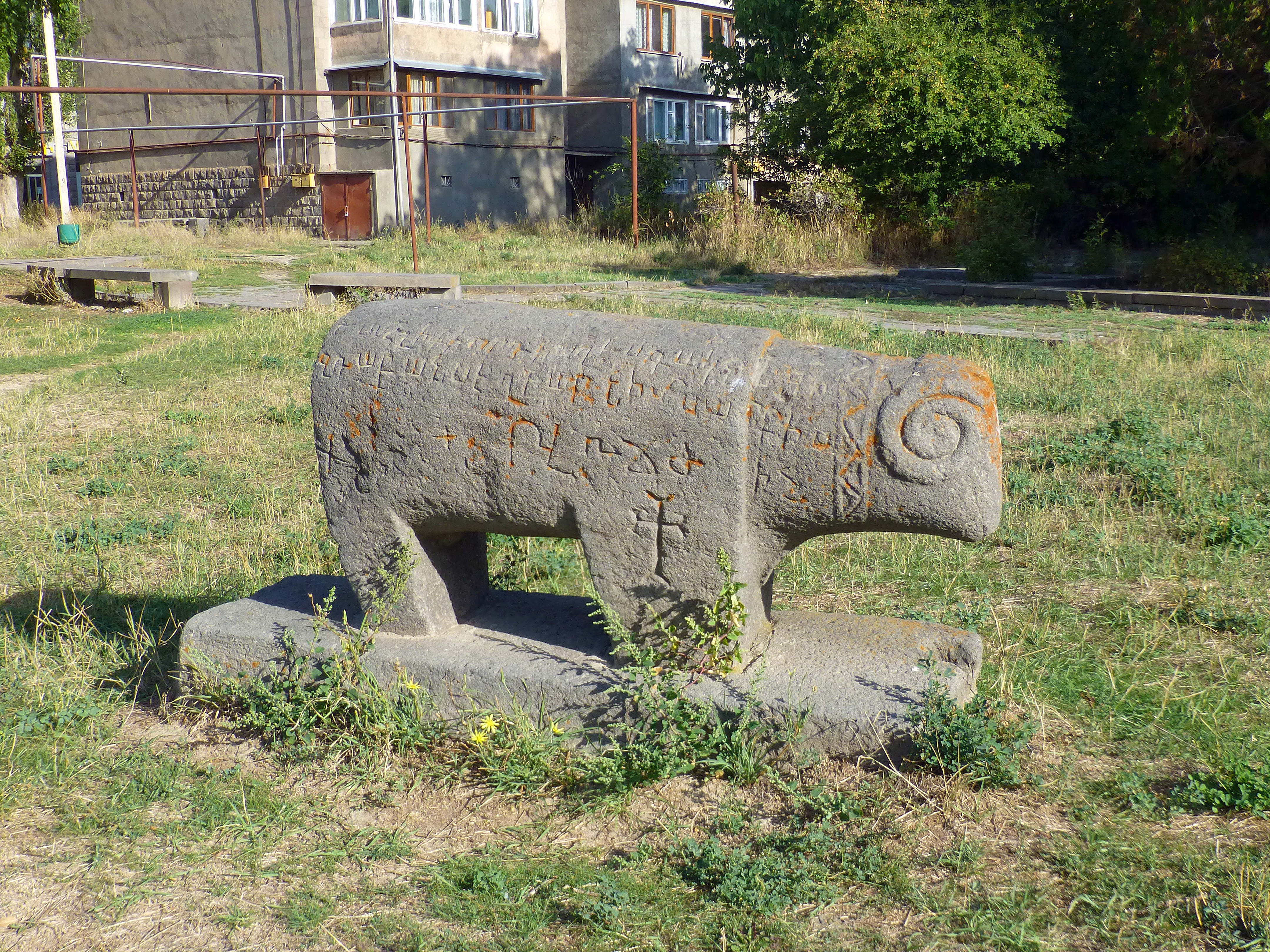
Каменные изваяние баранов Музей Сисиана (Армения)
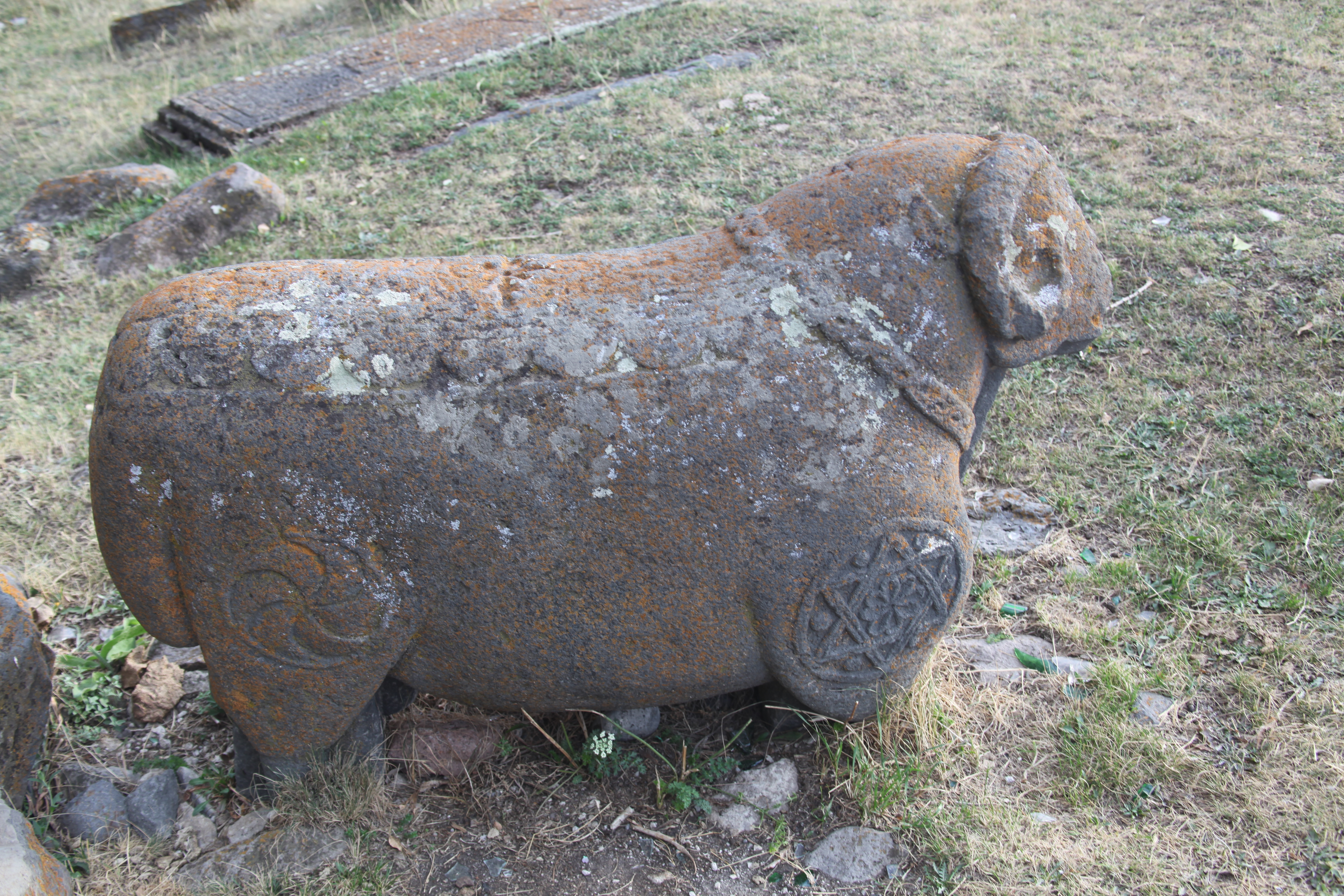
Каменное изваяние барана из села Золакар (Армения)

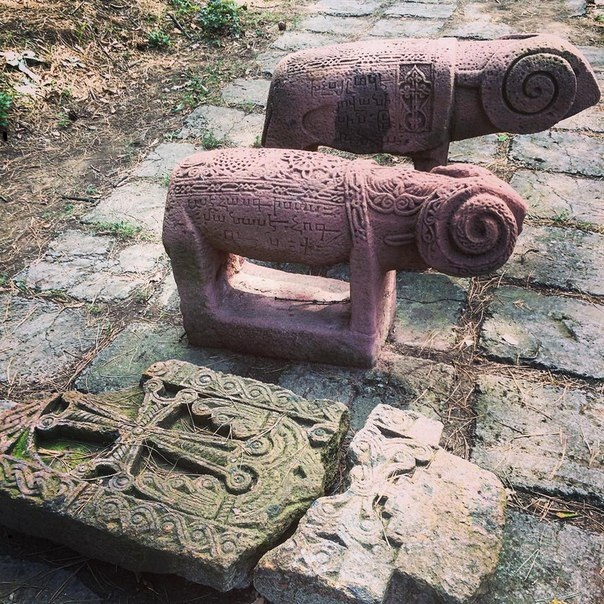
Каменное изваяние барана в Тбилисском этнографическом музее
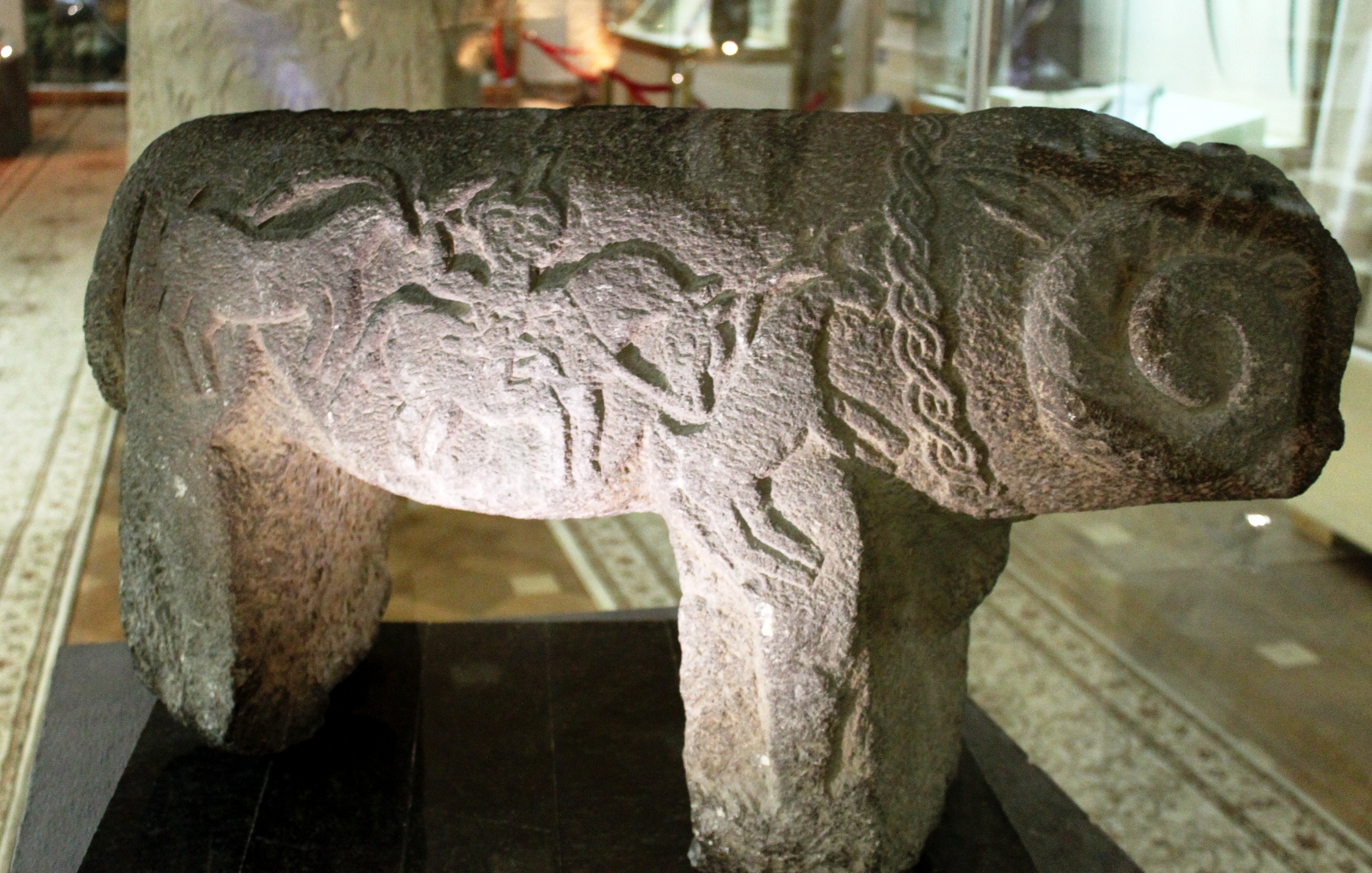
Каменное изваяние барана из Нахичевани, относящаяся к XVI веку. Хранится в Музее истории Азербайджана
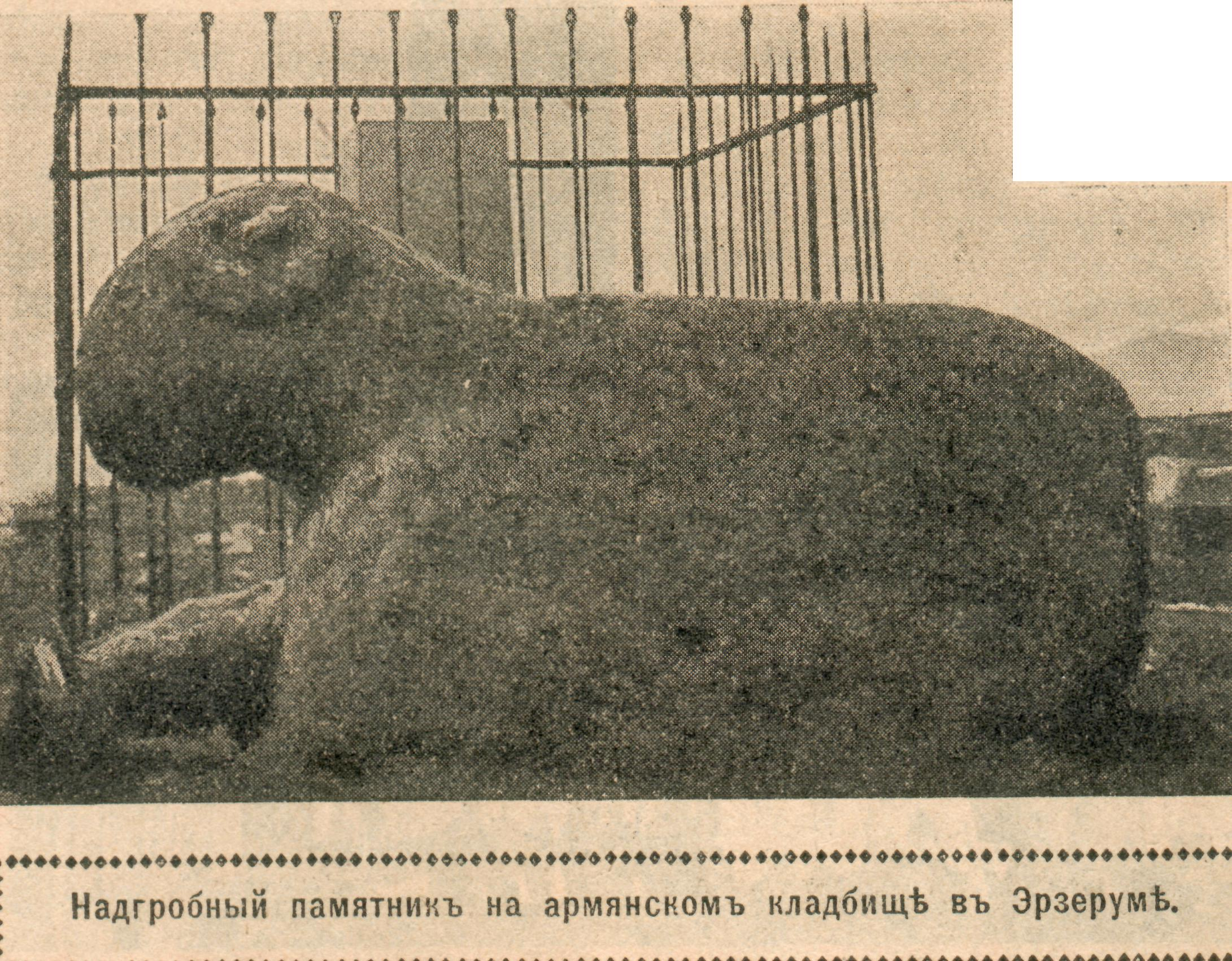
Надгробный памятник на армянском кладбище в Эрзуруме. 1916 год

Каменные изваяние баранов, хранящиеся во дворе ханаки в Ичери-шехер (Баку, Азербайджан)
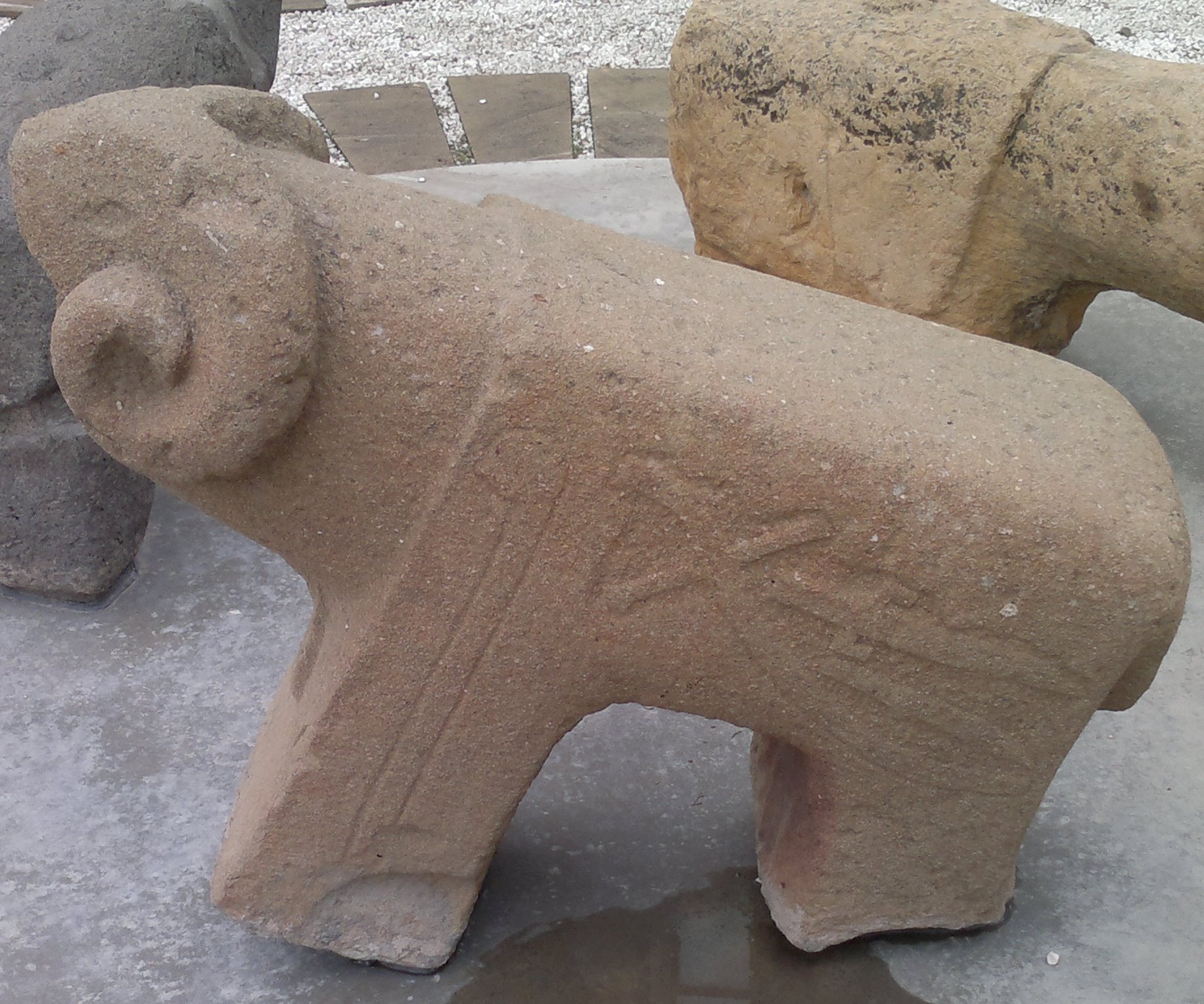
Каменное изваяние барана XIII-XVI вв.
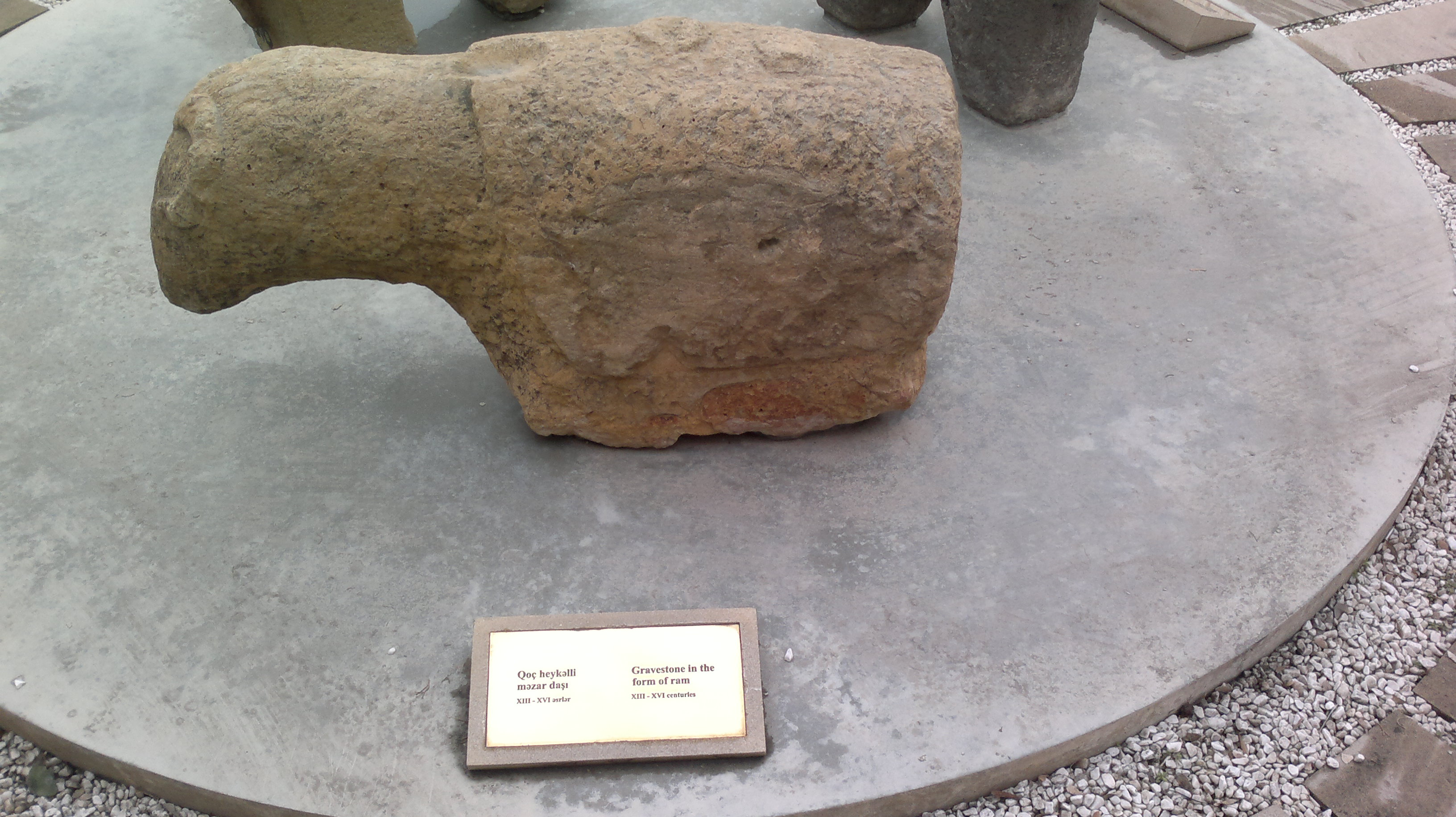
Каменное изваяние барана XIII-XVI вв.
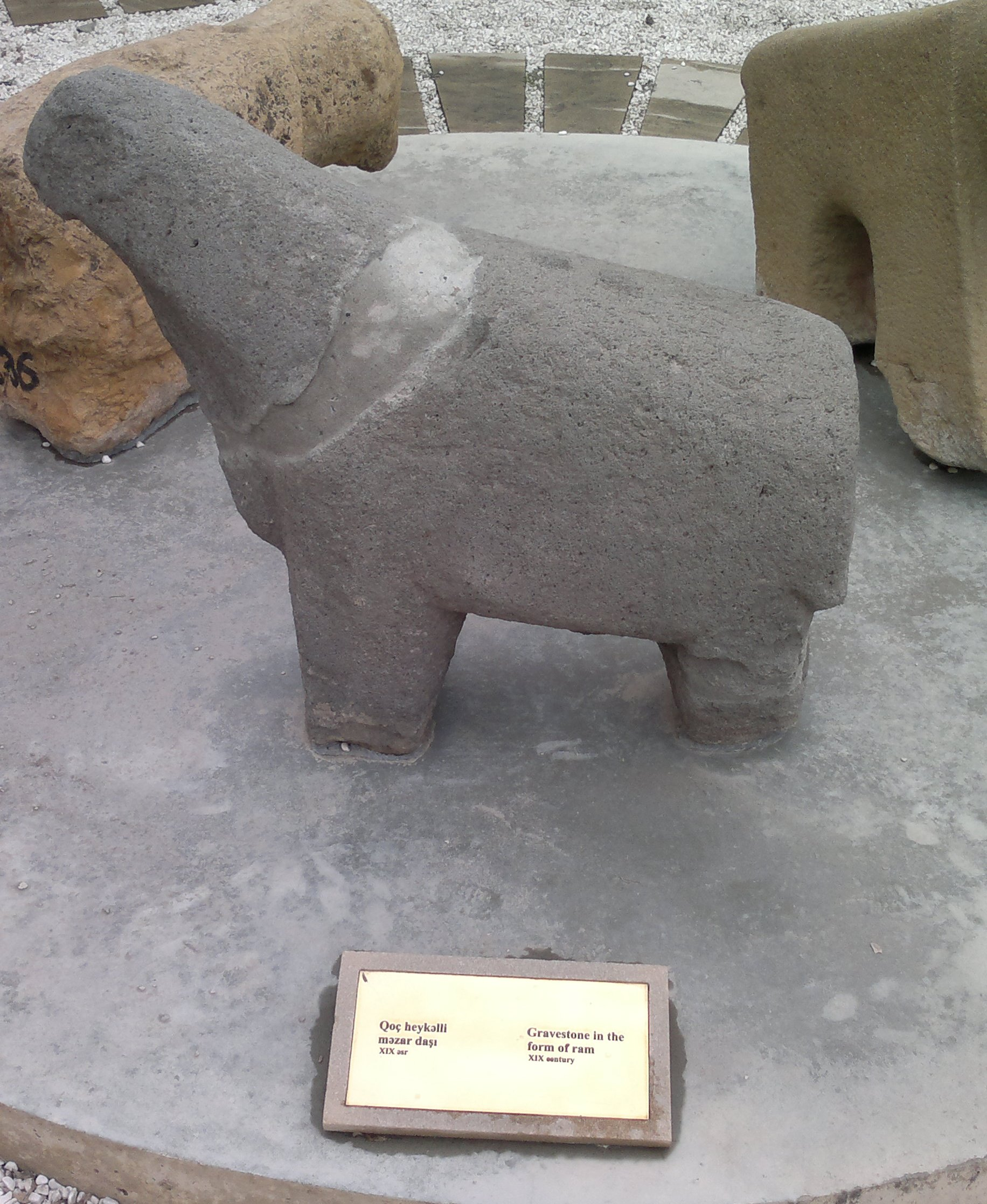
Каменное изваяние барана XIX века.

Каменные изваяние баранов, хранящиеся во дворе мавзолея Момине хатун (Нахичевань, Азербайджан)
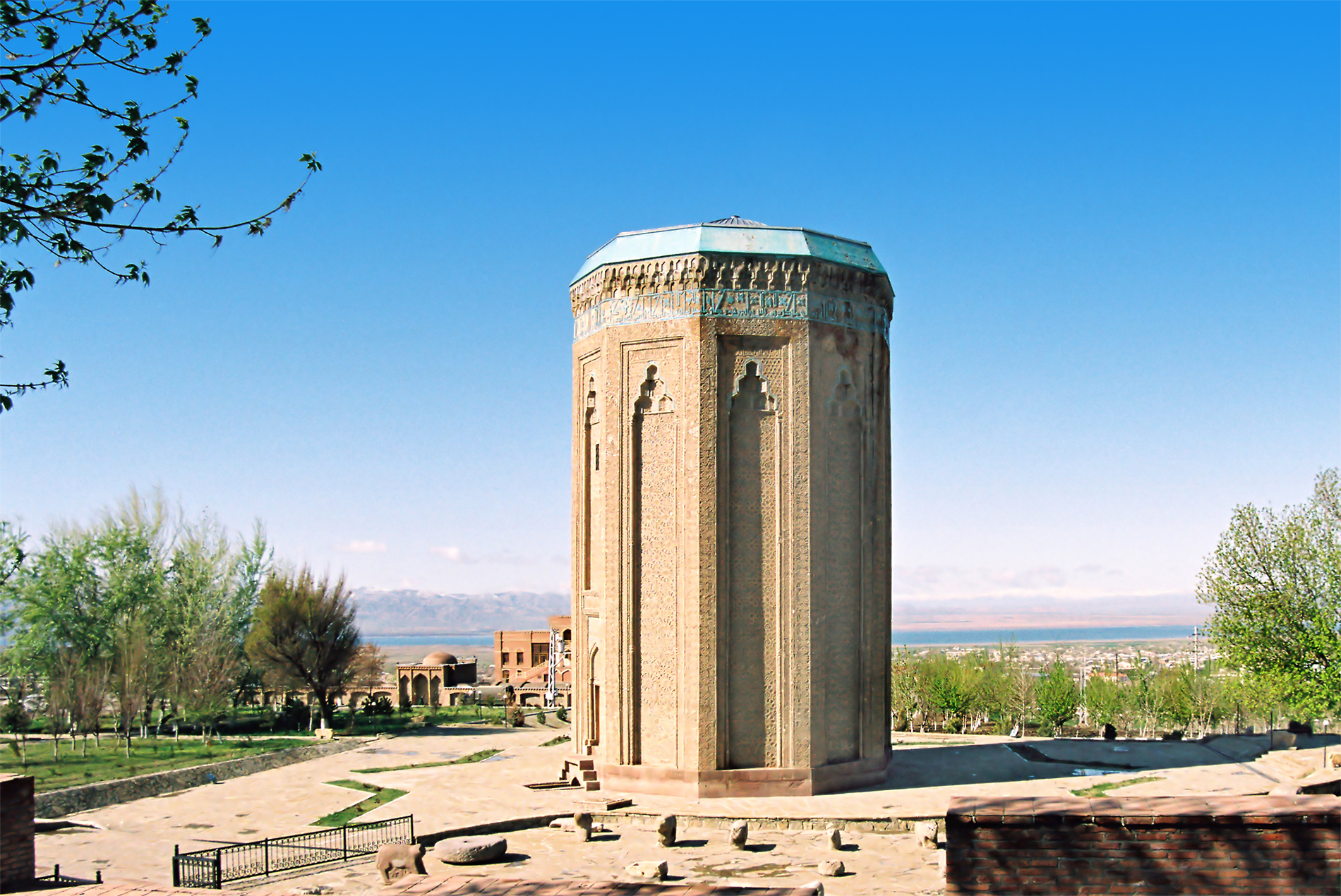
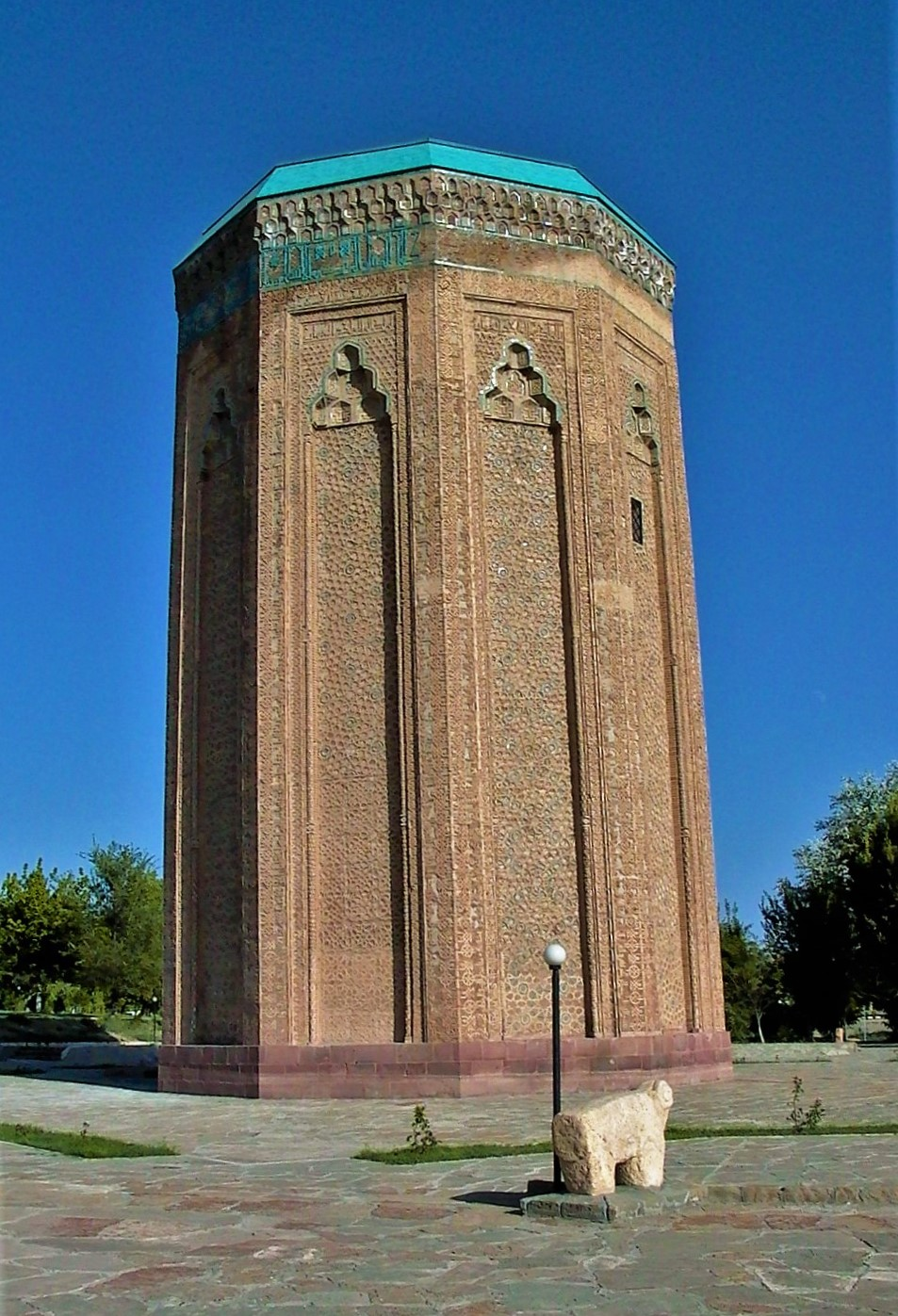
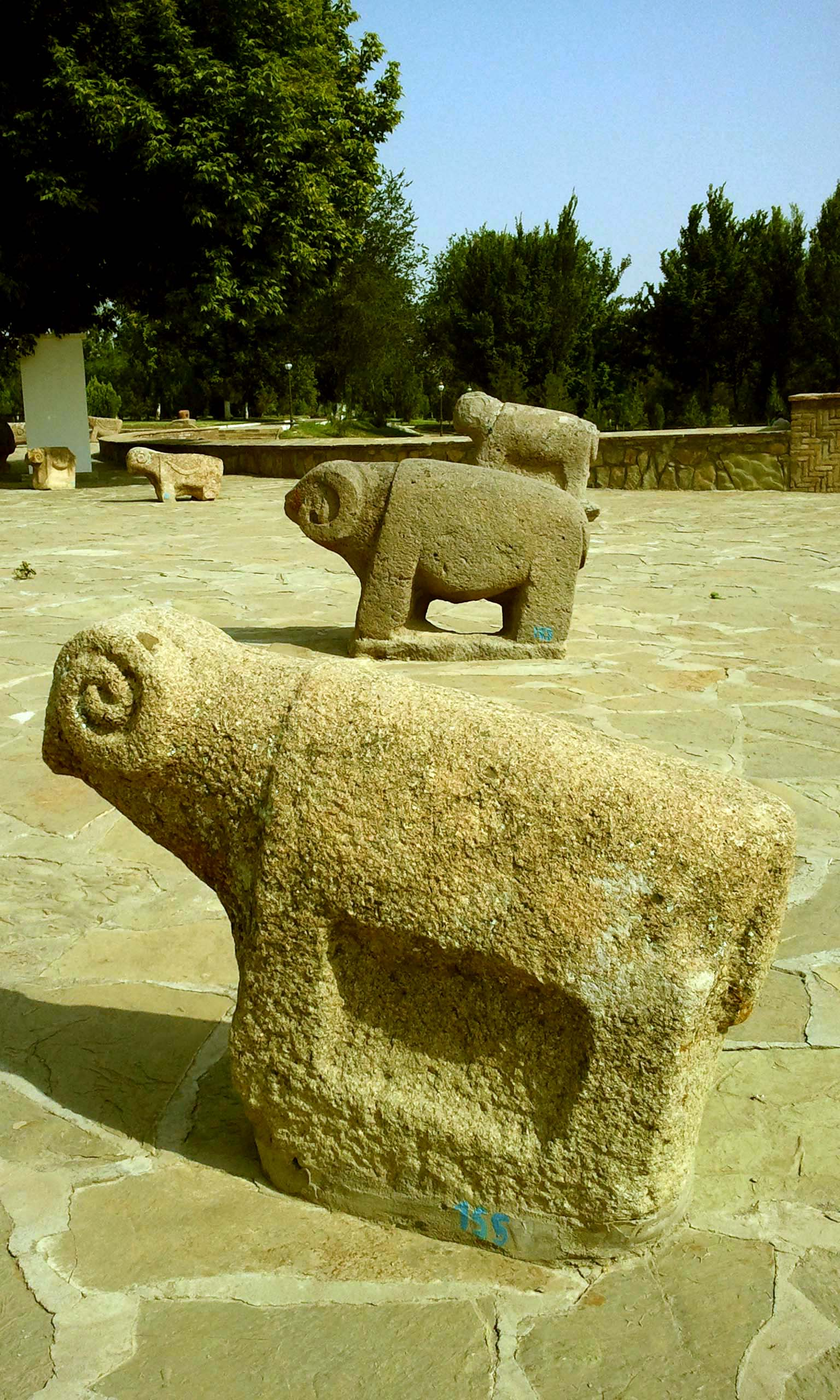

Каменные изваяние баранов, хранящиеся в музее под открытым небом города Каракоюнлу (Турция)
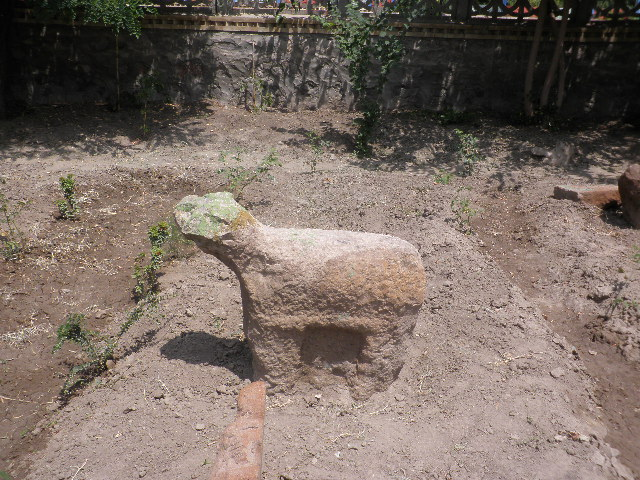
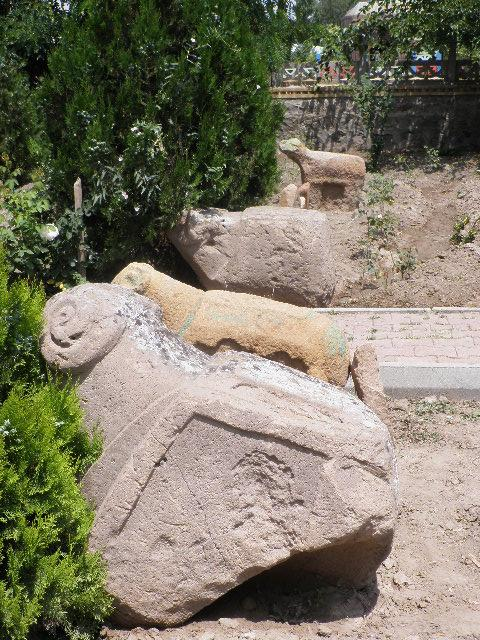
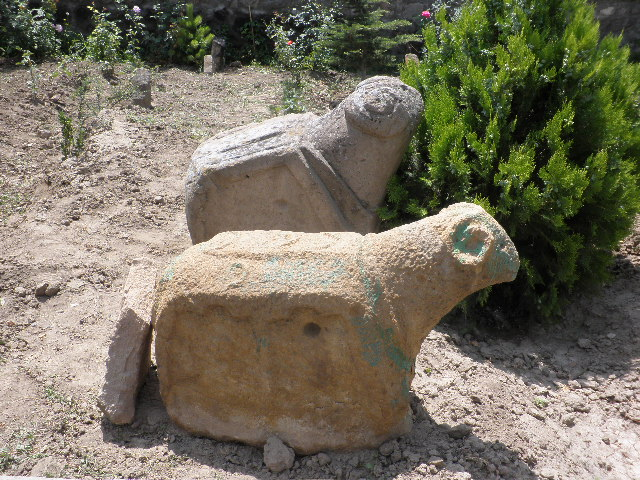